# Forêt de Bélesta (Ariège)
La forêt de Bélesta est un massif forestier du pays d'Olmes situé à l'est du département de l'Ariège, principalement sur la commune de Bélesta et sur un contrefort karstique du plateau de Sault, lequel se trouve dans le département de l'Aude.

## Histoire
Ancienne forêt royale, elle fut visitée en 1667 par Louis de Froidour, Grand-maître des eaux et forêts de Louis XIV, à la recherche de grands arbres pour les besoins de la marine royale.

## Description

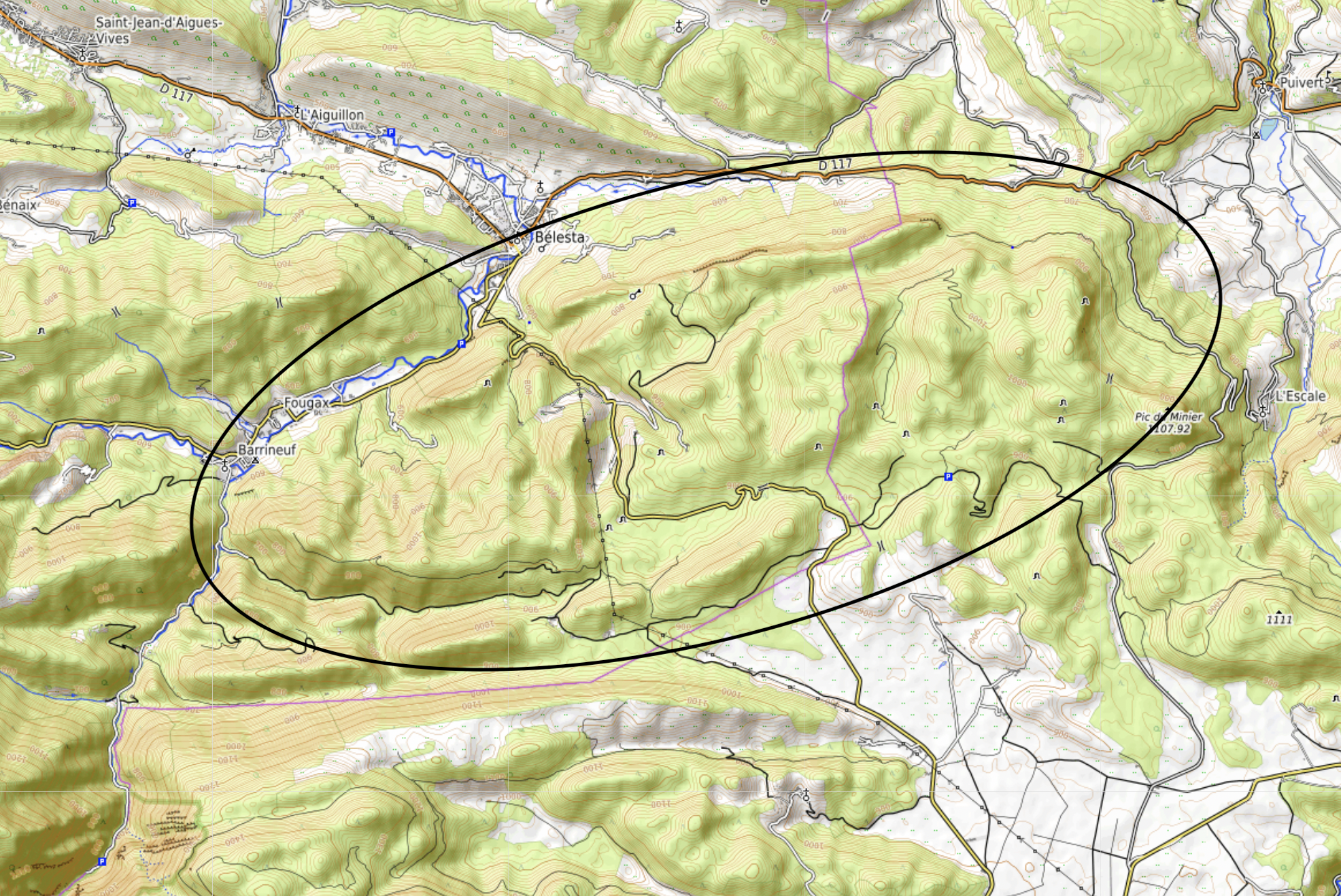
Contour général de la forêt.

D'une surface d'environ 1 100 hectares, la forêt, au parcellaire complexe, est gérée principalement par les communes de Bélesta, de Fougax-et-Barrineuf et des propriétaires privés. A l'est, elle est prolongée par les forêts audoises de Sainte-Colombe, de Puivert et la forêt domaniale de Comefroide-Picaussel. La forêt de Bélesta est traversée par la RD 16, des voies communales et des sentiers de randonnée. Elle est classée en forêt de protection.

## Production

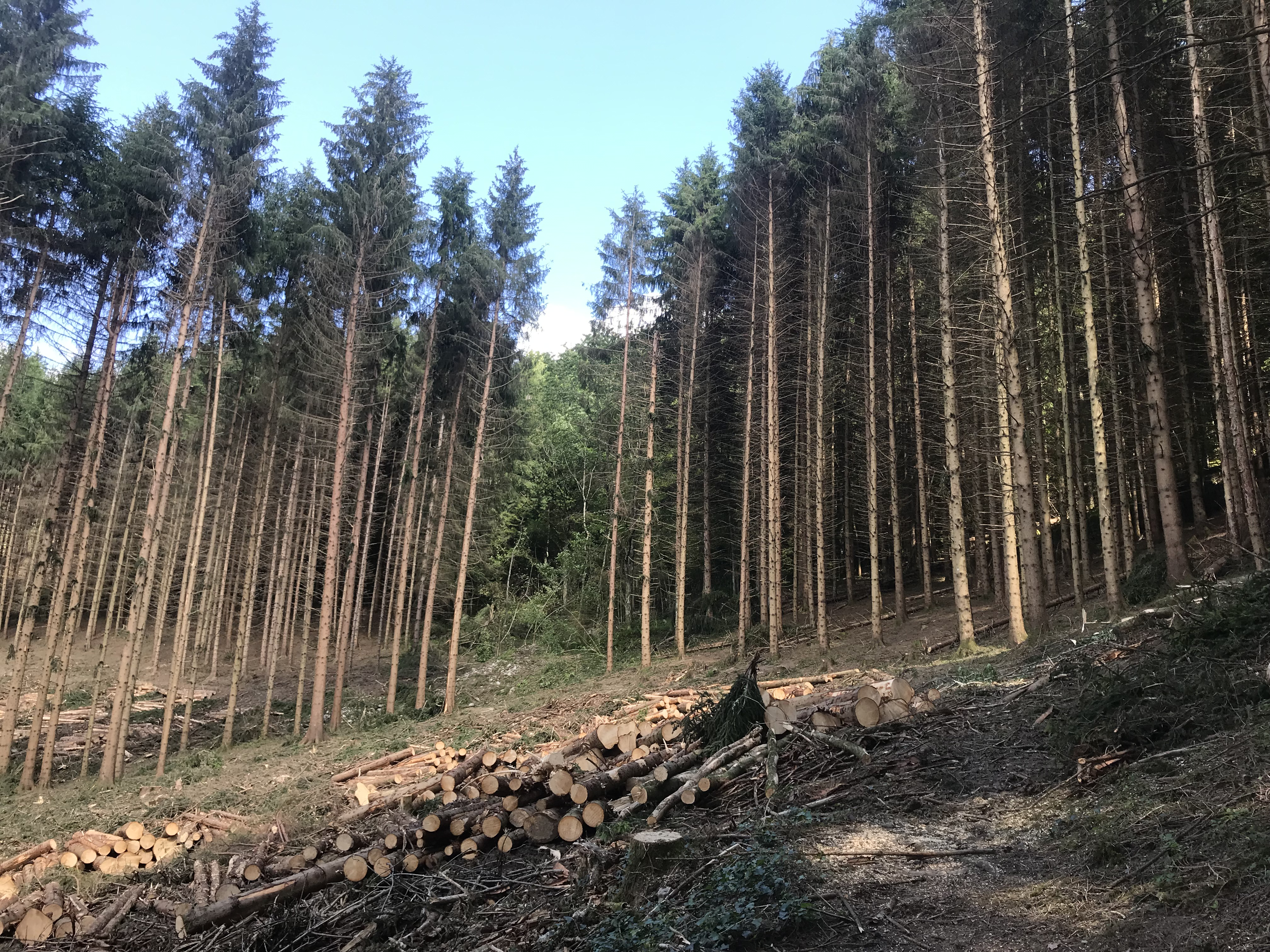
Exploitation près des Mijanes.

Composée principalement de résineux (épicéas, douglas, mélèzes, pins de Weymouth et sylvestres) qui profitent d'une bonne pluviométrie, elle est connue par la rectitude et la régularité des troncs et par ses grandes futaies de sapins pectinés. Sa production est estimée à 6,5m3 à l'hectare chaque année. Hervé Brustel, dans sa thèse Coléoptères saproxyliques et valeur biologique des forêts françaises, déclare à son propos : 

« gérée intensivement depuis des siècles mais dont le régime actuel en « futaie jardinée » [fait ressembler la forêt de Bélesta] à une forêt « vierge » tant les arbres sont imposants et le couvert du sous-bois continu ; les souches après exploitation sont recouvertes d’une mousse épaisse en quelques mois. »

Ses bois de qualité servent notamment à la fabrication des pianos Chavanne, à L'Union, près de Toulouse.

## Activités

### Randonnée
Des sentiers balisés et des chemins forestiers permettent la randonnée pédestre et vers le gouffre des Corbeaux équipé d'une plateforme de vision.

### Spéléologie
D'autres gouffres plus importants nécessitant des aptitudes et des équipements spéléologiques se trouvent dans la forêt (réseau constitué par le gouffre des Œillets et le gouffre de la Grande Rassègue, le gouffre du Rec d'Agréous, le gouffre P 5 des Mijanes, le Caunhà de las Goffias...).

### Parapente
Le roc de la Grenouille, au nord de la forêt, est un site d'envol (atterrissage à La Borie près de la RD 117) référencé par la Fédération française de vol libre.

### Athlétisme
Organisé pour la première fois en 2020, le trail de la forêt royale part de Bélesta et chemine dans la forêt. Si l'édition 2021 a dû être annulée compte-tenu des contraintes sanitaires de la pandémie, les éditions 2022 et 2023, en février, ont présenté le même parcours de 18 km avec un dénivelé de 900 mètres positif.

### Cyclisme
Le Tour de France 2021 a traversé la forêt lors de la 14e étape entre Carcassonne et Quillan par la RD 16 pour atteindre le col de la Croix des Morts, classé en 2e catégorie et pour la première fois dans le Tour.

## Protection de la nature
La forêt se trouve dans le périmètre de la Zone naturelle d'intérêt écologique, faunistique et floristique (ZNIEFF) de  type 1 concernant Montagnes de Bélesta, de la Frau, de Lordat et de Prades.